# James Avery
James La Rue Avery (ur. 27 listopada 1945 w Atlantic City, zm. 31 grudnia 2013 w Glendale) – amerykański aktor.

## Życiorys
Urodził się jako syn Florence Juanity Avery i Jamesa Larry’ego Lane. Dorastał w Atlantic City w New Jersey, gdzie w 1963 ukończył Atlantic City High School. W latach 1968–1969 służył w United States Navy podczas wojny w Wietnamie, a następnie przeprowadził się do San Diego w Kalifornii, gdzie zaczął pisać poezję i scenariusze telewizyjne dla Public Broadcasting Service. Jego pierwszą rolą aktorską był Bóg w sztuce Archibalda MacLeisha J.B. w 1971 w San Diego Community College. 
Zdobył nagrodę Emmy za produkcję Ameda Speaks: Poet James Avery. Następnie otrzymał stypendium na Uniwersytecie Kalifornijskim w San Diego, gdzie studiował w Thurgood Marshall College (wówczas Third College), uzyskując w 1976 tytuł Bachelor of Arts sztuk dramatycznych i literatury.
Występował w sztukach Williama Shakespeare’a, w tym główne role w Wiele hałasu o nic w Long Wharf Theatre w New Haven w Connecticut, Wieczór Trzech Króli w San Jose Repertory Company, Otello na Oregon Shakespeare Festival i Romeo i Julia w Ahmanson Theatre.
Po raz pierwszy trafił przed kamery w roli doktora Bakera w krótkometrażowym filmie fantastycznonaukowym Libra (1978). W telewizyjnej wersji tragedii Williama Shakespeare’a Antoniusz i Kleopatra (1984) z udziałem Timothy’ego Daltona i Lynn Redgrave wystąpił w roli Mardiana. Kandydował do roli porucznika Worfa w serialu Star Trek: Następne pokolenie i Charliego Altamonta w horrorze Bękarty diabła. Od 10 września 1990 do 20 maja 1996 grał rolę wujka Philipa „Phila” Banksa w sitcomie NBC Bajer z Bel-Air.
W 1988 zawarł związek małżeński z Barbarą Waters, dziekana studentów na Loyola Marymount University, z którą wychowywał syna Kevina.
Zmarł 31 grudnia 2013 w wyniku komplikacji po operacji na otwartym sercu w wieku 68 lat.

## Filmografia

### Filmy
- 1980: Kaskader z przypadku jako klient w taniej restauracji
- 1980: Blues Brothers jako tańczący mężczyzna poza sklepem Raya
- 1985: Fletch jako detektyw
- 1986: Skrajności jako strażnik
- 1988: Prawo jazdy jako egzaminator Lesa DMV
- 1995: Grunt to rodzinka jako Steve Yeager
- 1998: Szczęściarz (TV) jako Calvin Bridges
- 2000: Czarna komedia jako Pan Warner
- 2001: Dr Dolittle 2 jako Eldon
- 2004: Szansa na sukces jako Pan Gantry

### Seriale
- 1983: Opowieści złotej małpy jako Gabriel
- 1984: Posterunek przy Hill Street jako Tolliver
- 1984: Hardcastle i McCormick jako Jackson
- 1984: Webster jako sędzia
- 1984: Diukowie Hazzardu jako Charlie
- 1985: Drużyna A (The A-Team) jako Quint
- 1985: Uliczny jastrząb jako radny Waters
- 1985: Cagney i Lacey jako Pan Berwin
- 1985: Na wariackich papierach jako Reuben King
- 1986: Niesamowite historie jako szef Hansen
- 1987: Gliniarz i prokurator jako porucznik
- 1988: Dallas jako sędzia Fowler
- 1988: Piękna i Bestia jako Winslow
- 1988–1992: Prawnicy z Miasta Aniołów jako sędzia Michael Conover
- 1989: Inny świat jako Pin Punisher
- 1990–1996: Bajer z Bel-Air jako Philip Banks
- 1993: Nowojorscy gliniarze jako Steve Pines
- 1999: Mściciel jako sędzia Christopher Washington
- 1999: Kocham tylko ciebie jako wielebny Hicks
- 1999: Sprawy rodzinne
- 2000: Magia sukcesu jako prof. Gilbert Granville
- 2000: CSI: Kryminalne zagadki Las Vegas jako Preston Cash
- 2000: Oni, ona i pizzeria jako sędzia
- 2000–2002: Dharma i Greg jako Walter
- 2002: Wbrew regułom jako Dean Mark Clivner
- 2002: Potyczki Amy jako Pan Ruff
- 2002–2003: Babski oddział jako Charles Haysbert
- 2003: Reba jako sędzia Samuel Bennett
- 2003: Jordan w akcji jako dr Erkhart
- 2004: Różowe lata siedemdziesiąte jako oficer Kennedy
- 2004: Czarodziejki jako Zola
- 2004: Nowojorscy gliniarze jako Steve Pines
- 2004: Przyjaciółki jako dr Couch
- 2004: Świat Raven jako Presto Jones
- 2005: On, ona i dzieciaki jako prof. Floyd F. Tillman
- 2005: Star Trek: Enterprise jako generał K’Vagh
- 2005: Nowe życie Fran jako Pan Bryant
- 2005–2007: Podkomisarz Brenda Johnson jako dr Crippen
- 2008: Eli Stone jako Mason Andrews
- 2012: Żar młodości jako sędzia Roy Daley
- 2012: Chirurdzy jako Sam

### Dubbing
- 1985: Zapasy z Hulkiem Hoganem jako wrestler Junkyard Dog
- 1986: Rambo jako Turbo
- 1986: Chuck Norris i jego karatecy – głosy
- 1986–1989: Prawdziwe duchołapy jako Killerwatt / sędzia
- 1987–1993: Wojownicze żółwie ninja jako Shredder
- 1994: Aladyn jako Haroud Hazi Bin
- 1994–1995: Iron Man: Obrońca dobra jako Jimmy Rhodes/War Machine (sezon 1)
- 1995: Książę Egiptu – głosy
- 1996: Gargoyles jako szaman
- 1996: Spiderman jako Jimmy Rhodes/War Machine (gościnnie, 2 odcinki)
- 1996: Kapitan Simian i kosmiczne małpy jako Gor-illa / Gor
- 1997: Pepper Ann jako pan Clapper
- 1998: Dzika rodzinka jako Gorilla
- 1999: Gdzie się podziała Carmen Sandiego? jako Malcolm Avalon
- 1999–2000: Pepper Ann jako Pan Clapper
- 2001: Legenda Tarzana jako szef Keewazi
- 2001: The Proud Family jako Crandall Smythe
- 2011: The Problem Solverz jako Go-Seeki Ninja Master / Ninja Master Head